# Вовк Андрій Миколайович
Андрі́й Микола́йович Во́вк (15 жовтня 1882, Деньги, нині Черкаська область — 11 лютого 1969, Новий Ульм) — український політичний і військовий діяч, генерал-хорунжий Армії УНР.

## Життєпис
Народився 15 жовтня 1882 року в селі Демки Черкаського повіту Київської губернії (нині село Драбівського району Черкаської області), а за іншими даними у селі Деньги (тепер Золотоніського району Черкаської області).
1893 закінчив земську народну чотирикласну школу, 1899 — міське училище. 1900 зарахований до розміщеного в Черкасах 174-го Роменського полку. 1903 вступив до Чугуївського піхотного юнкерського училища, 1906 закінчив за 1-м розрядом із відзначенням військового міністра.

### В Російській армії
Подальшу службу провадив у 129-му пішому полку в Києві. 24 березня 1906 року йому присвоєно звання підпоручика. Закінчив Костянтинівське військове училище у Києві, учасник Першої світової війни, капітан, командир піхотного батальйону на Румунському фронті.

### На службі Україні
В 1917 році учасник українського руху в російській армії. У жовтні 1917 солдати й офіцери-українці обрали капітана Вовка до армійської ради 8-ї армії Румунського фронту, делегат II Всеукраїнського військового з'їзду, організатор українізованих частин на Румунському фронті. Сформував і очолив український ударний батальйон, згодом — стрілецький полк, який виступив восени 1917 року проти більшовиків у місті Бердичів, отримав звання полковника Армії УНР.
За Української Держави розпорядженням Генерального Секретаріату УЦР на початку весни призначений уповноваженим з демобілізації 8-ї царської армії. У квітні — комендант комендант Могилівського повіту. У липні 1918 за відмову брати участь у придушенні селянських повстань сотника Вовка заарештовано за вказівкою губернського коменданта; утримували у повітовій в'язниці, згодом перевели до Києва, в Косий капонір, де також перебували Юрко Тютюнник та Михайло Палій-Сидорянський. Командир корпусу Петро Єрошевич вимагає звільнення, доходить до особистої зустрічі зі Скоропадським, однак відсидів Вовк 5 місяців до протигетьманського повстання.
14 грудня 1918 роззброїли варту та комендантську сотню і зі 150 політичними ув'язненими вийшли на волю. Протягом доби повстанці оволоділи Печерськом, Липками, Звіринцем, Подолом; 15 грудня в Київ увійшли війська Директорії. Під час повстання Директорії став командиром ударного загону, розгорнутого згодом у 5-ту стрілецьку дивізію. Генерал Всеволод Петрів: 
| “Гетьманщина чекала лише маленького штурхана, щоб упасти. І цей штурхан прийшов, але не від хмари селянських повстанських дивізій, а від купки одчайдухів, що сиділи в гетьманських арештах і, вирвавшись на волю 14 грудня, під рукою Юрка Тютюнника, нікому з провідників військ Директорії не відомого, вирішили справу”. |
19 січня 1919 Директорія призначила Вовка помічником командира Окремого корпусу залізнично-технічних військ УНР, 25 січня — командиром 1-ї дивізії того ж корпусу. В лютому 1919 отаман Вовк призначений на посаду командира корпусу залізнично-технічних військ, дуже важного в тогочасній стратегії бою. За спогадами Марка Безручка: «вступає частина в бій — вилазять із вагонів, а потяг стоїть поза обстрілом ворожих гармат і чекає на неї». В березні Вовка призначили начальником залоги Бердичева. Вислідом проведеної у квітні-травні 1919 реорганізації армії Вовк отримав посаду інспектора корпусу залізнично-технічних військ.
24 серпня 1919 сотник Андрій Вовк отримав посаду вартового отамана штабу групи. На цій посаді брав участь у боях з червоними і з білими військовими формуваннями за Христинівку, Умань, Тальне, у наступі на Голованівськ. 28 вересня розпочав керувати 5-ю пішою Селянською дивізією Київської групи Армії УНР, замість отамана Безуса. Наприкінці вересня дивізія виведена з резерву, знаходилася на лінії Копайгород-Дашів — Монастирище. 1 жовтня 5-та дивізія російської армії генерала П. Осовського переважаючими силами атакувала Селянську дивізію й змусила відступити з Монастирища й Халаїдового; того ж вечора контратакою відбили Монастирище. На 4 жовтня дивізії Київської групи зосереджувалися в районі Гранів — Дашів. 14 жовтня українські війська зайняли Бершадь, Ольгопіль, Чечельник, добровольча дивізія генерала Ангуладзе відступила до Гайворона, її переслідувала 5-та дивізія Вовка, під станцією Генріхівка відбувся бій, і денікінці в переважаючих силах відступили на Джулинку. 15 жовтня дивізія Вовка вибила їх і звідти. Однак в ході денікінської контратаки дивізія відходить до Тростянця, звідти на Вапнярку, 29 жовтня переводиться в тил для відновлення сил.
4 грудня 1919 року очолив 4-ту Київську дивізію Армії УНР, в 1919—1920 роках брав участь у Першому Зимовому поході Армії УНР. Від 6 грудня 1919 року до 5 травня 1920 року у складі групи Юрія Тютюнника його дивізія пройшла з боями понад 2 тисячі км по тилах денікінських військ і Червоної армії. Наприкінці серпня 1920 при форсуванні Дністра Вовк командував бойовими операціями Лівої армійської групи військ УНР. 5 жовтня 1920 р. був підвищений до звання генерал-хорунжого.
Після інтернування Армії УНР перебував у таборах у Олександрові, згодом в Каліші (нині Польща), отримав чин генерал-хорунжого. 27 травня 1921 призначений командуючим 1-ю Запорізькою дивізією. 26 червня обійняв загальне командування над усіма інтернованими у Вадовицях частинами, залишаючись при цьому командиром запорозької дивізії. У 1921 (з 14 листопада)-1922 роках — військовий міністр в уряді УНР в екзилі у Польщі. В уряді Пилипа Пилипчука до 14 січня 1922 працював заступником голови Ради Народних Міністрів. За його поданням Рада Народних Міністрів УНР 19 травня 1922 року прийняла постанову про перегляд статуту ордену Республіки задля його підвищення в статусі. З 1923 року — редактор журналу «Табор», в 1924 році став співзасновником товариства колишніх вояків Армії УНР (входив до складу до 1940 року), в 1925 році — першим головою Українського воєнно-історичного товариства у Варшаві. Деякий час керував роботою редколегії друкованого органу товариства — журналу «За державність». Наприкінці січня 1928 генерал Вовк поступив у розпорядження Міністерства військових справ УНР, обирався делегатом Другого з'їзду української політичної еміграції та членом ради Українського Центрального Комітету.
1936 року нагороджений Хрестом Симона Петлюри. 8 травня 1939 у родині Андрія Вовка та Софії Вовк (з родини Галас) народився син Микола.
Під час Другої світової війни очолював українську громаду Німеччини. Після Другої світової війни жив у ФРН, працював у союзі українських ветеранів. З 1947 року — заступник Голови Вищої Військової Ради та (до 1949) Голови ради ордена Залізного Хреста. 1950 стає одним із засновників Воєнно-історичного товариства у Німеччині. З березня 1957 по 1961 рік — військовий міністр в уряді УНР в екзилі. 25 червня 1958 року підписав наказ про встановлення ювілейної відзнаки на честь 40-х роковин відродження українських збройних сил — Воєнного Хреста. У 1960-х роках еміграційний центр підвищив Андрія Вовка до рангу генерал-поручника, а згодом до генерал-полковника Армії УНР.
Помер 11 лютого 1969 року. Похований в місті Новий Ульм.